# Brent Severyn
Brent Severyn (né le 7 juin 1951 à Vegreville, dans la province de l'Alberta au Canada) est un joueur professionnel canadien de hockey sur glace.

## Carrière de joueur
Choix des Jets de Winnipeg lors du repêchage de 1984 de la Ligue nationale de hockey, il joue son hockey junior dans la Ligue de hockey de l'Ouest. N'ayant pas signé de contrat avec les Jets, il choisit d'évoluer pour les Golden Bears de l'Université de l'Alberta.
Après deux saisons, il devient agent libre et signe un premier contrat professionnel avec les Nordiques de Québec. Il fait ses débuts en 1988-1989 avec les Citadels d'Halifax dans la Ligue américaine de hockey. Il s'aligne lors de 35 parties avec les Nordiques lors de la saison suivante y récoltant que deux points. Il passe ensuite trois saisons complètes dans la LAH avant de revoir de l'action dans la grande ligue en 1993-94 avec l'équipe d'expansion, les Panthers de la Floride.
Aux cours des saisons qui suivirent, il changea d'équipes à plusieurs reprises. Il fait un dernier arrêt avec un club de la LNH en 1998-1999 avec les Stars de Dallas. Il joue ensuite ses deux dernières saisons en Allemagne où il y remporte le championnat de la ligue en 1999-2000.

## Statistiques de carrière
| Saison     | Équipe                                    | Ligue      |     | Saison régulière | Saison régulière | Saison régulière | Saison régulière | Saison régulière |   | Séries éliminatoires | Séries éliminatoires | Séries éliminatoires | Séries éliminatoires | Séries éliminatoires |
| Saison     | Équipe                                    | Ligue      | PJ  | B                | A                | Pts              | Pun              | PJ               | B | A                    | Pts                  | Pun                  |                      |                      |
| 1982-1983  | Rangers de Vegreville                     | LHJA       | 21  | 20               | 22               | 42               | 10               | -                | - | -                    | -                    | -                    |                      |                      |
| 1983-1984  | Breakers de Seattle                       | LHOu       | 72  | 14               | 22               | 36               | 49               | 5                | 2 | 1                    | 3                    | 2                    |                      |                      |
| 1984-1985  | Wheat Kings de Brandon                    | LHOu       | 41  | 8                | 32               | 40               | 54               | -                | - | -                    | -                    | -                    |                      |                      |
| 1984-1985  | Breakers de Seattle                       | LHOu       | 26  | 7                | 16               | 23               | 57               | -                | - | -                    | -                    | -                    |                      |                      |
| 1985-1986  | Blades de Saskatoon                       | LHOu       | 9   | 1                | 4                | 5                | 38               | -                | - | -                    | -                    | -                    |                      |                      |
| 1985-1986  | Thunderbirds de Seattle                   | LHOu       | 33  | 11               | 20               | 31               | 164              | 5                | 0 | 4                    | 4                    | 4                    |                      |                      |
| 1986-1987  | Golden Bears de l'Université de l'Alberta | SIC        | 41  | 7                | 18               | 25               | 165              | -                | - | -                    | -                    | -                    |                      |                      |
| 1987-1988  | Golden Bears de l'Université de l'Alberta | SIC        | 46  | 21               | 29               | 50               | 178              | -                | - | -                    | -                    | -                    |                      |                      |
| 1988-1989  | Citadels d'Halifax                        | LAH        | 47  | 2                | 12               | 14               | 141              | -                | - | -                    | -                    | -                    |                      |                      |
| 1989-1990  | Citadels d'Halifax                        | LAH        | 43  | 6                | 9                | 15               | 105              | 6                | 1 | 2                    | 3                    | 49                   |                      |                      |
| 1989-1990  | Nordiques de Québec                       | LNH        | 35  | 0                | 2                | 2                | 42               | -                | - | -                    | -                    | -                    |                      |                      |
| 1990-1991  | Citadels d'Halifax                        | LAH        | 50  | 7                | 26               | 33               | 202              | -                | - | -                    | -                    | -                    |                      |                      |
| 1991-1992  | Devils de l'Utica                         | LAH        | 80  | 11               | 33               | 44               | 211              | 4                | 0 | 1                    | 1                    | 4                    |                      |                      |
| 1992-1993  | Devils de l'Utica                         | LAH        | 77  | 20               | 32               | 52               | 240              | 5                | 0 | 0                    | 0                    | 35                   |                      |                      |
| 1993-1994  | Panthers de la Floride                    | LNH        | 67  | 4                | 7                | 11               | 156              | -                | - | -                    | -                    | -                    |                      |                      |
| 1994-1995  | Panthers de la Floride                    | LNH        | 9   | 1                | 1                | 2                | 37               | -                | - | -                    | -                    | -                    |                      |                      |
| 1994-1995  | Islanders de New York                     | LNH        | 19  | 1                | 3                | 4                | 34               | -                | - | -                    | -                    | -                    |                      |                      |
| 1995-1996  | Islanders de New York                     | LNH        | 65  | 1                | 8                | 9                | 180              | -                | - | -                    | -                    | -                    |                      |                      |
| 1996-1997  | Avalanche du Colorado                     | LNH        | 66  | 1                | 4                | 5                | 193              | 8                | 0 | 0                    | 0                    | 12                   |                      |                      |
| 1997-1998  | Mighty Ducks d'Anaheim                    | LNH        | 37  | 1                | 3                | 4                | 133              | -                | - | -                    | -                    | -                    |                      |                      |
| 1998-1999  | K-Wings du Michigan                       | LIH        | 3   | 0                | 0                | 0                | 0                | -                | - | -                    | -                    | -                    |                      |                      |
| 1998-1999  | Stars de Dallas                           | LNH        | 30  | 1                | 2                | 3                | 50               | -                | - | -                    | -                    | -                    |                      |                      |
| 1999-2000  | München Barons                            | DEL        | 18  | 2                | 6                | 8                | 42               | 12               | 0 | 3                    | 3                    | 14                   |                      |                      |
| 2000-2001  | Krefeld Pinguine                          | DEL        | 56  | 6                | 12               | 18               | 113              | -                | - | -                    | -                    | -                    |                      |                      |
| Totaux LNH | Totaux LNH                                | Totaux LNH | 328 | 10               | 30               | 40               | 825              | 8                | 0 | 0                    | 0                    | 12                   |                      |                      |

## Trophées et honneurs personnels
- Nommé dans la 1re équipe d'étoiles de la Ligue américaine de hockey en 1993.